# 2º Reggimento cacciatori a cavallo Principe Reale

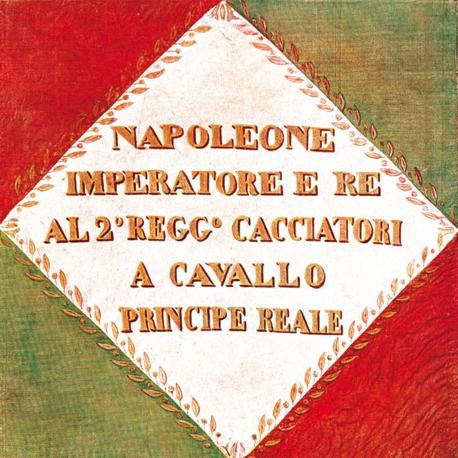
Bandiera del Reggimento

Il 2º Reggimento cacciatori a cavallo «Principe Reale» è stato un reggimento di cavalleria del Regno d'Italia. Fu creato il 30 marzo 1808 a partire da un reggimento provvisorio, e terminò la sua storia il 28 luglio 1814.

## Storia
Nel novembre 1807 fu formata a Milano una divisione per la guerra in Spagna (Corps d’observation des Pyrenées Orientales), al comando del generale Teodoro Lechi; le truppe, composte da soldati del Regno d'Italia, napoletani e francesi, comprendeva un Reggimento provvisorio di cavalleria, al comando del maggiore Rambourgt, composto da uno squadrone dragoni (due compagnie del 4º Regina e del 4º Napoleone) e uno di cacciatori (depositi del 1º Reale Italiano e del 2º cacciatori napoletano). Ad Avignone gli squadroni italiani furono associati a due reggimenti provvisori francesi della Brigata Bessières, e furono raggiunti da un terzo squadrone (il primo del 2º Cacciatori napoletano). Sotto il comando di Guillaume Philibert Duhesme il corpo arrivò in Spagna il 9 febbraio.
Il 1° provvisorio aveva 544 effettivi al 29 febbraio e fu rinforzato da 250 uomini (senza cavalli) del 2º squadrone del 2º Cacciatori napoletano. Il 30 marzo, per decreto del Viceré, fu istituito il Reggimento cacciatori a cavallo «Principe Reale», contraddistinto dalle mostrine scarlatte. Ciò nonostante, il 1º provvisorio era ancora attivo, e a giugno si distinse nei combattimenti di Hostalrich.
Il 26 febbraio 1809 fu costituito il 5º squadrone del Principe Reale; l'11 marzo la condizione dei primi due squadroni, ancora dislocati a Barcellona con la divisione Lechi, era considerata pessima (i 322 uomini sono definiti «ridotti vestiti di stracci, quasi appiedati e con un terzo degli uomini perduti»). Il 3º e il 4º squadrone erano nella Divisione del Tirolo, il 5º nella Divisione della Riserva.
Dopo il Trattato di Schönbrunn il 3º e il 4º squadrone furono assegnati alla Divisione Julhien.
Nell'aprile 1810 il 1º e il 2º squadrone facevano parte del contingente italiano in Spagna (insieme a squadroni del 1º Reggimento cacciatori a cavallo Real Italiano e due del Reggimento Dragoni Napoleone, mentre il 3º e il 4º erano a Vigevano. I due squadroni spagnoli furono rimandati in Italia. Il 21 settembre un decreto riorganizzò la cavalleria italiana e il Reggimento assunse il nome di 2º Reggimento cacciatori a cavallo «Principe Reale». A ottobre il Reggimento si era riunito a Milano, sua nuova sede dopo che quella di Vigevano fu destinata al nuovo 3º Reggimento cacciatori a cavallo.
Nell'estate 1811 il 2º Reggimento era in addestramento a Montichiari al comando del generale Fresia. Il 1 novembre il Reggimento aveva in forza 894 cacciatori, divisi tra Udine e Padova.
A maggio 1812 i depositi di tutti i Reggimenti di cacciatori furono riuniti a Lodi. Il Reggimento (721 cavalieri) partì per la Campagna di Russia, con il maggiore Luigi Palombini e i comandanti di squadrone Bucchia, Lorenzi e Vautrin; il Reggimento faceva parte della 3ª Brigata della Divisione Pino (generale Giovanni Villata). Nel corso della campagna il Reggimento si distinse più volte: il 4 settembre si scontrò con i cosacchi, respingendoli anche il 7, difendendo così il fianco del IV Corpo. Il 9 ottobre fu mandato a Dimitrov, il punto più a nord raggiunto dalla Grande Armée in Russia, ma furono richiamati a Mosca il 13.
Il 24 ottobre, nella battaglia di Malojaroslavec, il colonnello Banco fu ferito, e alla sua morte, il 3 novembre nella battaglia di Vjaz'ma, fu sostituito da Gasparinetti. Il 1º marzo 1813, a Głogów, il Reggimento aveva in totale 173 cacciatori. Le perdite furono sanate accettando volontari e trasferendo soldati dalla fanteria; con un organico di 732 il Reggimento partì da Verona ai primi di maggio, raggiungendo Dresda dove, sotto il comando del colonnello in seconda Laval, fu assegnato al XIV Corpo. Il Reggimento si distinse l'8 settembre a Pirna per poi ricevere serie perdite negli scontri del 22 e del 24, quando il caposquadrone Pizzi fu fatto prigioniero. Insieme alle truppe di Laurent de Gouvion-Saint-Cyr il Reggimento, ridotto a 300 uomini, tentò ripetutamente di uscire da Dresda, dove era bloccato; l'11 novembre Saint-Cyr firmò la capitolazione, che obbligava le sue truppe a tornare in Francia e restarvi fino alla fine della guerra e allo scioglimento del reparto.

## Comandanti
Colonnello
Antonio Banco (1808-1812)
Gasparinetti (1812)
Laval (1813, in seconda)
Maggiore
Rivaira(1808-1811)
Luigi Palombini (1812)
Tommaso Bucchia (1813)
Capisquadrone
Ferrari (1808)
Tommaso Bucchia (1808-1812)
Lorenzi (1810-1813)
Vautrin (1811-1813)
Pezzi (1813)